# كونواي (كارولاينا الشمالية)
كونواي (بالإنجليزية: Conway, North Carolina)‏ هي بلدة أمريكية تقع في الولايات المتحدة في مقاطعة نورثهامبتون، كارولاينا الشمالية. يقدر عدد سكانها بـ 836 نسمة ومساحتها 4.7 كم2 وترتفع عن سطح البحر 32 متر.

## التركيبة السكانية
حدّد مكتب تعداد الولايات المتحدة بيانات التركيبة السكانية لكونواي في تعداد الولايات المتحدة. في ما يلي، التركيبة السكانية حسب تعدادي 2000 و2010.

### تعداد عام 2000
بلغ عدد سكان كونواي 734 نسمة بحسب تعداد عام 2000، وبلغ عدد الأسر 328 أسرة وعدد العائلات 205 عائلة مقيمة في البلدة. في حين سجلت الكثافة السكانية 155.5 نسمة لكل كيلومتر مربع (402.7/ميل2). وبلغ عدد الوحدات السكنية 356 وحدة بمتوسط كثافة قدره 75.4 لكل كيلومتر مربع (195.3/ميل2).
وتوزع التركيب العرقي للبلدة بنسبة 65.53% من البيض و33.24% من الأمريكيين الأفارقة و0.54% من الأمريكيين الأصليين و0.68% من عرقين مختلطين أو أكثر و0.27% من الهسبانيون أو اللاتينيون من أي عرق.
بلغ عدد الأسر 328 أسرة كانت نسبة 32.9% منها لديها أطفال تحت سن الثامنة عشر تعيش معهم، وبلغت نسبة الأزواج القاطنين مع بعضهم البعض 41.8% من أصل المجموع الكلي للأسر، ونسبة 18% من الأسر كان لديها معيلات من الإناث دون وجود شريك،  بينما كانت نسبة 2.7% من الأسر لديها معيلون من الذكور دون وجود شريكة وكانت نسبة 37.5% من غير العائلات. تألفت نسبة 35.1% من أصل جميع الأسر من عدة أفراد يعيشون في نفس المنزل ونسبة 14.9% كانت تتألف من شخص يعيش بمفرده يبلغ من العمر 65 عاماً أو أكثر. وبلغ متوسط حجم الأسرة المعيشية 2.24، أما متوسط حجم العائلات فبلغ 2.88.
بلغ العمر الوسطي للسكان 41.6 عاماً. وكانت نسبة 24.5% من القاطنين تحت سن الثامنة عشر، وكانت نسبة 7.2% بين الثامنة عشر والرابعة والعشرين عاماً، ونسبة 23.7% كانت واقعةً في الفئة العمرية ما بين الخامسة والعشرين والرابعة والأربعين عاماً، ونسبة 25.6% كانت ما بين الخامسة والأربعين والرابعة والستين، ونسبة 18.9% كانت ضمن فئة الخامسة والستين عاماً فما فوق. يوجد لكل 100 أنثى 75.6 ذكر، ويوجد لكل 100 أنثى في الثامنة عشر من عمرها فما فوق 66.9 ذكر.
بلغ متوسط دخل الأسرة في البلدة 23,250 دولارًا، أما متوسط دخل العائلة فبلغ 27,386 دولارًا. وكان متوسط دخل الذكور 26,932 دولارًا مقابل 21,538 دولارًا للإناث. وسجل دخل الفرد الخاص بالبلدة 14,969 دولارًا. وكانت نسبة 24.9% من العائلات ونسبة 24.1% من السكان تحت خط الفقر، وكان من هؤلاء نسبة 36.3% تحت سن الثامنة عشر ونسبة 21.1% في الخامسة والستين من العمر وما فوق.

### تعداد عام 2010
بلغ عدد سكان كونواي 836 نسمة بحسب تعداد عام 2010، وبلغ عدد الأسر 358 أسرة وعدد العائلات 231 عائلة مقيمة في البلدة. في حين سجلت الكثافة السكانية 177.1 نسمة لكل كيلومتر مربع (458.7/ميل2). وبلغ عدد الوحدات السكنية 405 وحدة بمتوسط كثافة قدره 85.8 لكل كيلومتر مربع (222.2/ميل2).
وتوزع التركيب العرقي للبلدة بنسبة 49.28% من البيض و47.73% من الأمريكيين الأفارقة و1.56% من الأعراق الأخرى و1.44% من عرقين مختلطين أو أكثر و2.39% من الهسبانيون أو اللاتينيون من أي عرق.
بلغ عدد الأسر 358 أسرة كانت نسبة 36% منها لديها أطفال تحت سن الثامنة عشر تعيش معهم، وبلغت نسبة الأزواج القاطنين مع بعضهم البعض 37.4% من أصل المجموع الكلي للأسر، ونسبة 22.9% من الأسر كان لديها معيلات من الإناث دون وجود شريك،  بينما كانت نسبة 4.2% من الأسر لديها معيلون من الذكور دون وجود شريكة وكانت نسبة 35.5% من غير العائلات. تألفت نسبة 34.1% من أصل جميع الأسر من عدة أفراد يعيشون في نفس المنزل ونسبة 14% كانت تتألف من شخص يعيش بمفرده يبلغ من العمر 65 عاماً أو أكثر. وبلغ متوسط حجم الأسرة المعيشية 2.34، أما متوسط حجم العائلات فبلغ 2.98.
بلغ العمر الوسطي للسكان 38.2 عاماً. وكانت نسبة 29.5% من القاطنين تحت سن الثامنة عشر، وكانت نسبة 5.6% بين الثامنة عشر والرابعة والعشرين عاماً، ونسبة 23.2% كانت واقعةً في الفئة العمرية ما بين الخامسة والعشرين والرابعة والأربعين عاماً، ونسبة 25% كانت ما بين الخامسة والأربعين والرابعة والستين، ونسبة 16.6% كانت ضمن فئة الخامسة والستين عاماً فما فوق. وتوزع التركيب الجنسي للسكان بنسبة 41.4% ذكور و58.6% إناث.